# Fissidens peraculeatus
Fissidens peraculeatus là một loài Rêu trong họ Fissidentaceae. Loài này được Dixon mô tả khoa học đầu tiên năm 1932.